# Torneo di Wimbledon 2024 - Doppio maschile in carrozzina
Il doppio maschile in carrozzina del torneo di tennis professionistico Torneo di Wimbledon 2024, facente parte della categoria Grande Slam nell'ambito dell'ITF Wheelchair Tennis Tour, si è disputato all'All England Lawn Tennis and Croquet Club di Wimbledon, Londra, Inghilterra, dal 9 al 14 luglio 2024.
Alfie Hewett e Gordon Reid erano i campioni in carica, e si sono confermati sconfiggendo in finale Tokito Oda e Takuya Miki con il punteggio di 6–4, 7–6(2).

## Teste di serie
1. Alfie Hewett /  Gordon Reid (Campioni)

1. Tokito Oda /  Takuya Miki (finale)

## Tabellone

### Legenda
| - Q = Qualificato - WC = Wild card - LL = Lucky loser | - ALT = Alternate - SE = Special Exempt - PR = Protected Ranking | - w/o = Walkover - r = Ritirato - d = Squalificato |

|  | Quarti di finale | Quarti di finale                    | Quarti di finale                   | Quarti di finale | Quarti di finale |  |  | Semifinali | Semifinali                     | Semifinali                     | Semifinali             | Semifinali             |   |    | Finale | Finale                   | Finale                   | Finale | Finale |  |
|  |                  |                                     |                                    |                  |                  |  |  |            |                                |                                |                        |                        |   |    |        |                          |                          |        |        |  |
|  | 1                | Alfie Hewett Gordon Reid            | Alfie Hewett Gordon Reid           | 6                | 7                |  |  |            |                                |                                |                        |                        |   |    |        |                          |                          |        |        |  |
|  |                  | Martin De La Puente Joachim Gérard  | Martin De La Puente Joachim Gérard | 1                | 5                |  |  | 1          | Alfie Hewett Gordon Reid       | Alfie Hewett Gordon Reid       | 6                      | 7                      |   |    |        |                          |                          |        |        |  |
|  |                  | Tom Egberink Maikel Scheffers       | Tom Egberink Maikel Scheffers      | 6                | 7                |  |  |            | Tom Egberink Maikel Scheffers  | Tom Egberink Maikel Scheffers  | 1                      | 612                    |   |    |        |                          |                          |        |        |  |
|  |                  | Stephane Houdet Takashi Sanada      | Stephane Houdet Takashi Sanada     | 4                | 65               |  |  |            |                                |                                |                        |                        |   |    | 1      | Alfie Hewett Gordon Reid | Alfie Hewett Gordon Reid | 6      | 7      |  |
|  |                  | Ben Bartram Daniel Caverzaschi      | 5                                  | 6                | 6                |  |  |            |                                | 2                              | Takuya Miki Tokito Oda | Takuya Miki Tokito Oda | 4 | 62 |        |                          |                          |        |        |  |
|  |                  | Alexander Cataldo Gustavo Fernández | 7                                  | 4                | 4                |  |  |            | Ben Bartram Daniel Caverzaschi | Ben Bartram Daniel Caverzaschi | 4                      | 1                      |   |    |        |                          |                          |        |        |  |
|  |                  | Casey Ratzlaff Ruben Spaargaren     | 6                                  | 4                | 1                |  |  | 2          | Takuya Miki Tokito Oda         | Takuya Miki Tokito Oda         | 6                      | 6                      |   |    |        |                          |                          |        |        |  |
|  | 2                | Takuya Miki Tokito Oda              | 4                                  | 6                | 6                |  |  |            |                                |                                |                        |                        |   |    |        |                          |                          |        |        |  |